# Micro Channel Architecture

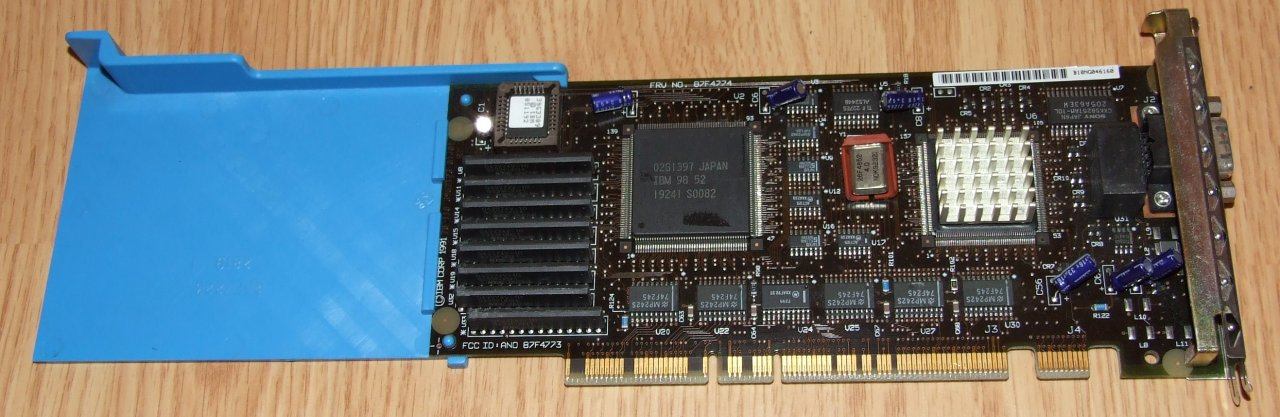
Karta graficzna z magistralą MCA

Microchannel (ang. Micro Channel Architecture, stąd nieoficjalnie MCA) – 16- i 32-bitowa magistrala skonstruowana przez IBM specjalnie dla komputerów PS/2 z procesorami 80386DX. Taktowana jest zegarem 10 MHz i z tego względu niekompatybilna z kartami typu ISA. Architekturę MCA wprowadzono w 1987 roku i utraciła znaczenie po dekadzie, gdy została zastąpiona przez magistralę lokalną PCI. Magistrala była pierwotnie 32-bitowa, ale wspierała też tańsze rozwiązania z szyną 16-bitową (obsługującą 16-bitowe karty rozszerzeń).